# Вельяминов, Иван Васильевич (сын тысяцкого)
Иван Васильевич Вельяминов (ум. 30 августа 1379) — сын последнего московского тысяцкого Василия Вельяминова.

## Биография
Иван Васильевич родился от брака Василия Васильевича с некой Марией Михайловной, крестной матерью младшего сына Дмитрия Донского — Константина. Он не получил звания своего отца, так как после смерти Василия Вельяминова в 1374 году князь Дмитрий Иванович Донской упразднил высокое звание и должность тысяцкого, обладавшего особыми правами и преимуществами. Обидевшись и задумав сохранить звание тысяцкого, Иван Вельяминов с купцом Некоматом в 1375 году бежал в Тверь, чтобы помочь получить Тверскому князю Михаилу Александровичу ханский ярлык на Владимирское великое княжение. Московское войско осадило Тверь, где заперся Тверской князь. Помощь ни из Литвы, ни от хана не приходила, и Михаил Александрович вынужден был сдаться, согласившись на все жесткие условия Московского князя. Иван Вельяминов в это время был в Орде, где и остался. Все его имения были отобраны Дмитрием Донским.
В 1378 году, после возвращения Некомата, Иван Вельяминов попытался тайно вернуться в Тверь, но был схвачен в Серпухове, и оба были казнены 30 августа 1379 года на Кучковом поле в Москве, несмотря на то, что род Вельяминовых был одним из богатейших и знатнейших — великий князь называл отца Ивана Васильевича своим дядей. В Московском государстве это была первая публичная казнь.

## В культуре
Иван Вельяминов стал одним из персонажей романов Дмитрия Балашова «Ветер времени» и «Отречение» из цикла «Государи Московские».